# Commerce extérieur du Mexique
 (mars 2016).
Le Mexique est un grand exportateur de pétrole et de minerai. 
Le principal partenaire commercial du Mexique sont les États-Unis tant pour les exportations que pour les importations.
Il ne faut pas oublier la contribution significative des Mexicains vivant aux États-Unis et qui envoient de l'argent à leur famille.
La balance commerciale a été négative depuis 1993, sauf en 1997 où elle était légèrement positive. Le déficit s'élevait à 8 milliards de dollars en 2000 et 9,954 milliards en 2001. 
La balance commerciale est positive avec les États-Unis (26,529 milliards de dollars en 2001), mais négative avec d'autres pays, surtout avec l'Union européenne (10,832 milliards de dollars en 2001), le Japon (7,5 milliards de dollars en 2001), la Corée (3,3 milliards) et Taïwan (2,9 milliards). 
En 2019, la balance commerciale est positive avec les Etats-Unis (171,367 milliards de dollars). En particulier, le Mexique exporte vers les États-Unis pour 339 milliards de dollars et importe pour 167 milliards de dollars.

## Exportations en millions de dollars
Ces statistiques sont issues du site du ministère de l'Économie.

### Par année
- 1993 : 51 832
- 1994 : 60 817
- 1995 : 79 540
- 1996 : 96 003
- 1997 : 110 236
- 1998 : 117 459
- 1999 : 136 391
- 2000 : 166,454
- 2001 : 158 442

### Par pays
Vers les États-Unis : 339 180 (2019)
Vers le Venezuela : 502
Vers l'Argentine :  243
Vers le Pérou : 127
Vers l'Uruguay : 107
Vers la Bolivie : 24
Vers le Paraguay : 12